# Tjörnarp
Tjörnarp is een plaats in de gemeente Höör gelegen in Skåne, de zuidelijkste provincie van Zweden. Het dorp heeft een inwoneraantal van 742 (2005) en een oppervlakte van 118 hectare.

## Verkeer en vervoer
Bij de plaats loopt de Riksväg 23.
De plaats heeft ook een station aan de spoorlijn Katrineholm - Malmö.
Höör · Löberöd (deels) · Sätofta · Tjörnarp · Ormanäs och Stanstorp · Ljungstorp och Jägersbo · Norra Rörum · Snogeröd · Ekeborg · Bokeslund · Gamla Bo ·